# سرخیو پرندز
سرخیو پرندز (انگلیسی: Sergio Prendes؛ زادهٔ ۱۵ ژوئیهٔ ۱۹۸۶) بازیکن فوتبال اهل اسپانیا است.
از باشگاه‌هایی که در آن بازی کرده‌است می‌توان به باشگاه فوتبال آلکورکون و باشگاه فوتبال لگانس اشاره کرد.